# Agencia de publicidad
Una agencia de publicidad es una empresa dedicada a crear, planificar y gestionar publicidad y, a veces, otras formas de promoción y marketing para sus clientes. Generalmente tiene un carácter independiente; puede ser un departamento o agencia interna que brinde un punto de vista externo al esfuerzo de vender los productos o servicios del cliente, o una firma externa. Una agencia también puede manejar promociones generales de estrategias de marketing y marca para sus clientes, que también pueden incluir ventas.
Los clientes típicos de las agencias de publicidad incluyen empresas y corporaciones, organizaciones sin fines de lucro y agencias privadas. Se pueden contratar agencias para producir anuncios de televisión, anuncios de radio, publicidad en línea, publicidad fuera del hogar, marketing móvil y publicidad de RA, como parte de una campaña publicitaria.
Estas agencias, sobre todo, están especializadas en la comunicación y ofrecen a sus clientes, de forma directa o subcontratada, los servicios de Marketing Digital, Asesoramiento en marketing, Asesoramiento en comunicación, Creación y producción de los elementos técnicos de difusión, Planificación de medios (negociación, compra y control de espacios publicitarios) y Control de la evolución de la campaña.
Las agencias de publicidad utilizan conocimientos derivados de la inmersión en el análisis estadístico y la informática para desarrollar soluciones publicitarias que colocan a los clientes por delante de su competencia. Las soluciones escalables de la agencia se centran en los resultados de marketing, la atribución de embudos y las tendencias de la industria para descubrir activaciones de marketing con poder de permanencia. Esto ayuda a diversificar los canales y definir lo que es importante para alcanzar hitos que reflejen el éxito moderno.

## Historia
La primera agencia de publicidad reconocida fue William Taylor en Londres en 1786.
 Otra agencia temprana, iniciada por James 'Jem' White en 1800 en Fleet Street, Londres, en algún momento se convirtió en White Bull Holmes, una agencia de publicidad de contratación, que cerró a finales de Década de 1980. En 1812, George Reynell, un funcionario de la London Gazette, creó otra de las primeras agencias de publicidad, también en Londres. Esto siguió siendo una empresa familiar hasta 1993, como 'Reynell & Son', y ahora forma parte de la agencia TMP Worldwide (Reino Unido e Irlanda) bajo la marca TMP Reynell. Otra de las primeras agencias que cotizaba hasta hace poco fue fundada por Charles Barker, y la empresa que él estableció cotizó como 'Barkers' hasta 2009, cuando pasó a la Administración.
Volney B. Palmer abrió la primera agencia de publicidad estadounidense, en Filadelfia en 1850. Esta agencia colocó anuncios producidos por sus clientes en varios periódicos.
En 1856 Mathew Brady creó el primer anuncio moderno cuando colocó un anuncio en el periódico New York Herald ofreciendo producir "fotografías, ambrotipos y daguerrotipos". Sus anuncios fueron los primeros cuyo tipo de letra y tipo de letra eran distintos del texto de la publicación y del de otros anuncios. En ese momento, todos los anuncios de los periódicos se colocaron en ágata y solo en ágata. Su uso de fuentes distintivas más grandes causó sensación. Más tarde, ese mismo año, Robert E. Bonner publicó el primer anuncio de página completa en un periódico.
En 1864, William James Carlton comenzó a vender espacios publicitarios en revistas religiosas. En 1869, Francis Ayer, a la edad de 20 años, creó la primera agencia de publicidad de servicio completo en Filadelfia, llamada N.W. Ayer & Son. Era la agencia de publicidad más antigua de Estados Unidos y se disolvió en 2002. James Walter Thompson se unió a la firma de Carlton en 1868. Thompson se convirtió rápidamente en su mejor vendedor, comprando la compañía en 1877 y rebautizándola como James Walter Thompson Company. Al darse cuenta de que podía vender más espacio si la empresa proporcionaba el servicio de desarrollo de contenido para anunciantes, Thompson contrató a escritores y artistas para formar el primer Departamento Creativo conocido en una agencia de publicidad. Se le acredita como el "padre de la publicidad en revistas modernas" en los Estados Unidos. Advertising Age conmemoró los primeros 100 años de la agencia en 1964, señalando que su "historia y expansión en el extranjero parece coincidir peculiarmente con toda la historia de la publicidad moderna".

## Organización interna
Aunque existen agencias especializadas, una agencia integral de servicios publicitarios cuenta casi siempre con los siguientes departamentos:
- Departamento de investigación

Investiga todo acerca del producto de la empresa que lo fabrica, como las bondades, sus beneficios, los competidores, análisis en ventas y demás.
Es un documento escrito que detalla las acciones necesarias para alcanzar un objetivo específico de mercadeo. Puede ser para un bien o servicio, una marca o una gama de producto. También puede hacerse para toda la actividad de una empresa. Su periodicidad puede depender del tipo de plan a utilizar, pudiendo ser desde un mes, hasta 5 años , por lo regular son a largo plazo.
- Departamento creativo

Compuesto generalmente por un departamento de diseño gráfico, un director de arte, un redactor publicitario creativo cuya tarea principal consiste en la concepción y codificación del contenido de la campaña. Este es el trabajo que hace el departamento de creación, en el que la dirección artística lo componen los directores de arte y los copies (redactores).
Los redactores tienen la función de redactar y realizar los mensajes, adecuándolos a los soportes seleccionados por el departamento de medios. En dicha sección y dependiendo de los distintos tipos de intereses de cada empresa con una Agencia Publicitaria determinada, los creadores pueden poseer las funciones de creación de imágenes corporativas, o distintos ambientes pintorescos en relación con el interés de dicha empresa.
El departamento creativo es aquel que lleva toda la Publicidad ya que es aquel que conoce bien al cliente, sus necesidades en el departamento de medios se deciden, de manera eficiente, los espacios donde se ubicarán las piezas realizadas por el departamento creativo. Estas decisiones se realizan utilizando software específico que contiene las últimas mediciones de audiencia disponibles. Ellos permiten cargar información específica de la campaña (target, zona de cobertura, tasa de repetición) y devuelven el rating de los programas, en el caso de TV, o el tiraje de diarios y revistas, en internet a través de páginas web, manejos en redes sociales e publicidades por este medio.
En torno a este software existen otros, que permiten a los planificadores de medios a realizar informes para las marcas que los contratan.
- Departamento medios de comunicación

Se dedica a contratar los medios donde se va a pautar la publicidad. Revisa, controla y chequea que la publicidad se esté emitiendo; también, es el encargado de hacer el plan o la estrategia de medios.
- Departamento de tráfico

El departamento de tráfico es el nervio central de la agencia; es el encargado de controlar los tiempos y fechas exactas de trabajo que se genera en cada departamento, hace respetar los datos prometidos por los directores de cada departamento.
Por ejemplo: la fecha de inicio y hora de entrega.
- Departamento de contacto

Este departamento trabaja dos direcciones:
- Representa y defiende al cliente ante la agencia.
- Representa a la agencia ante el cliente.
y es el encargado de vender la publicidad.
- Departamento de facturación y contabilidad

Es el encargado de pagar a los medios contratados.

## Tipos de agencia de publicidad
Según Ballorou, las agencias pueden caracterizarse como sigue:
- Agencia de Publicidad Independiente: es una empresa que no tiene dependencia estructural, organizativa o administrativa, es propiedad de una empresa, un grupo de empresas o un medio. Su principal ventaja es su independencia de criterio profesional en su misión de asesoramiento. En este sentido, la forma de trabajo está constantemente adaptándose a la nueva era y así, a la modalidad de trabajo independiente o remoto. Existen diferentes plataformas en línea que brindan la posibilidad a las agencias de contratar personal de forma temporal. Algunas de ellas son Freelance, Workana Studio, Nubelo, entre otras.
- Agencia de Publicidad Dependiente: está organizada como una empresa independiente, pero sus estatutos o contratos revelan que en realidad dependen de otra empresa a la que deben trato comercial preferencial. A este tipo de agencia también se las denomina "Cautiva", puede actuar en el mercado de dos maneras: abiertamente proclamando su situación de dependiente o encubiertamente, ocultando esa condición.
- Departamento de Publicidad en la Empresa:  hay casos en que las empresas deciden manejar por sí mismas la comunicación publicitaria. Para ello crean su propia agencia como departamento interno en la organización. En estos casos, la agencia interna normalmente se encarga solo de la creación y producción de los mensajes y piezas de comunicación, tanto interna como externa. Su principal ventaja es poder manejar la comunicación en forma directa. Sus desventajas, además de las ya mencionadas para las Agencias Dependientes, se le suma la dificultad para evaluar sus resultados y la rigidez que representa para el anunciante, la posibilidad de cambiar de agencia.

El crecimiento del entorno digital ha impulsado nuevas formas de organización en las agencias, incluyendo modelos especializados en medios digitales, posicionamiento web y publicidad en línea.

## Diferencias entre tipo de agencias
De acuerdo al artículo ¿Qué es una agencia de marketing?", se pueden encontrar estas diferencias:
1. El tamaño obviamente, a mayor tamaño de agencia y marcas trabajadas, mayor es el costo y su estructuración, pueden ser más tardadas.
2. Su experiencia, unas se pueden enfocar en ciertos sectores, cierto tamaño de proyectos y marcas, o estilo de negocio, de consumo o de servicios.
3. Tiempo en el mercado, el hecho de que sean nuevas no significa que vayan a hacer un mal trabajo, sino todo lo contrario, son las más dedicadas y las que pueden agilizar más tus necesidades.
4. Atención, hay unas agencias que son más face to face, otras agencias de marketing que son más virtuales, otras que son más digitales y te atienden por correo. Aquí elige la que te haga sentir más satisfecho. Yo en lo personal, puedo con ambas.
5. Metodología, asegúrate que cuente con el proceso mínimo aceptable: presentación de problemática, análisis de situación, presentación de propuesta, brief de industria y mercado, análisis de entorno, generación de alternativas, propuesta creativa, cambios y selección de propuesta ganadora o final por el cliente. (Ejemplo de una metodología en esta referencia)[17]
6. Recomendación, puede ayudarte que sea una agencia de marketing recomendada, pero no necesariamente son las mejores que ajustan a tu necesidad. Busca y evalúa con base en estos criterios la que más te vaya.
7. Presupuestos: lo más barato sale caro a la larga y me refiero, a que las agencias que cobran muy poco vs la media, es de sospecharse, pero no indica que sean malas, hay agencias económicas muy cercanas a la media y son bastante buenas. Tampoco busquemos pagar una agencia como un freelancer. Es diferente.
8. Servicios que ofrecen: unas se pueden centrar más en marketing de contenidos, otras en publicidad, en influencers, en manejo de social media, diseño web, entre otras, pero lo más importante es que tengan experiencia en lo que vas a enfocarte., recordando en la medida de lo posible que tu departamento de marketing, se sienta satisfecho con la que vayan a tomar.

## Selección de agencia según el tipo de cliente
Asumido que la agencia puede tener distintas características, en forma, experiencia, tamaño y presupuesto, a la hora de elegir una, se aplica la lógica de "equilibrio" entre cliente y proveedor, de forma que ambos estén alineados tanto en tamaño como en objetivos. Dicho de otra forma, un cliente debe tener un tamaño similar al de la agencia para que sus intereses permanezcan asociados y crezcan al mismo tiempo. Se propone, por tanto el siguiente modelo.
Framework de selección de agencia
| Criterio                   | ¿Por qué es importante? | Qué debes revisar | Prioridad  |
| -------------------------- | --- | --- | ---------- |
| Especialización            | No todas las agencias dominan todas las ramas del marketing digital. Algunas son más fuertes en branding, otras en SEO, etc. | Revisar su cartera de clientes, casos de éxito y testimonios. ¿Coinciden con tu tipo de proyecto y sector?               | Alta       |
| Equipo y experiencia       | Saber quién lleva tu cuenta y su nivel de expertise garantiza una correcta ejecución.                                        | Pregunta por el CV del equipo, su tiempo en la agencia y los proyectos en los que han trabajado.                         | Muy alta   |
| Transparencia              | Es vital entender qué se incluye en el presupuesto y cómo se medirán los resultados.                                         | Asegúrate de que hay informes de seguimiento, objetivos claros y KPIs definidos desde el principio.                      | Muy alta   |
| Comunicación               | Las relaciones largas y fructíferas con una agencia se basan en una buena comunicación.                                      | Averigua la frecuencia de las reuniones y la flexibilidad para atender dudas urgentes.                                   | Media/Alta |
| Creatividad vs. Estrategia | Hay agencias muy creativas, otras muy analíticas… lo ideal es un equilibrio.                                                 | Observa su portfolio. ¿Son ideas muy rompedoras pero poco rentables? ¿O son propuestas demasiado planas sin impacto?     | Media      |
| Plazos y compromisos       | Retrasos continuos pueden hacerte perder oportunidades y dinero.                                                             | Pregunta por los tiempos de entrega de proyectos anteriores y la metodología que utilizan (Scrum, Kanban, etc.).         | Alta       |
| Presupuesto y ROI          | No todo es el precio: lo importante es el retorno que obtendrás de tu inversión.                                             | Exige ejemplos claros de ROI y casos de éxito medibles.                                                                  | Muy alta   |
| Valores y filosofía        | Colaborar con una agencia cuyas prioridades encajen con las tuyas puede ser decisivo en el largo plazo.                      | Indaga sobre su cultura de empresa, su visión del marketing y si tienen políticas de responsabilidad social corporativa. | Media      |

## Tipos de publicidad
Aunque una agencia de publicidad se encarga de la planificación estratégica que se realizara para la empresa solicitante. Existen algunos tipos de publicidad en los que se acoge esta estrategia, normalmente suelen ser los siguientes:
- Publicidad de marca: Este tipo de publicidad se centra en el desarrollo para la recordación únicamente de la marca, dejando de lado sus productos y enfocándose en su filosofía o mercado objetivo. Este tipo de publicidad es a largo plazo.[20]
- Publicidad local : Se realiza una estrategia a nivel geográfico y se centra en aumentar el tráfico local hacia la empresa. Fortalece los aspectos y beneficios que posee la entidad en el sector que se está atacando para que los usuarios puedan vincularlo la marca con el sector donde se encuentran.
- Publicidad de respuesta directa: Es una estrategia mucho más agresiva que las anteriores y busca una respuesta inmediata del cliente. Se suelen utilizar medios de comunicación masivos para aumentar la posibilidad de retención y conversión. Aquí únicamente se suele promocionar un servicio o producto específico con algún valor agregado.
- Publicidad de negocio a negocio: También llamado business to business ( B2B ) . Esta es una estrategia de un negocio a otro y se enfoca comúnmente en publicaciones o revistas de productos. Suelen incluir mensajes dirigidos a empresas del mismo nicho de mercado que distribuyen productos o son compradores industriales .
- Publicidad en línea: Esta estrategia se centra el la conversión a través de medios electrónicos. Es utilizada por agencias digitales como apoyo de los anteriores tipos de publicidad. Normalmente se centra en obtener una reputación y presencia en línea. Se suelen utilizar métodos como sitios web, remarketing, email-marketing, social media, posicionamiento en buscadores, entre muchos otros.

## Análisis de mercado
Las agencias de publicidad deben obtener información sobre:
1. Mercado total: panorama de la posición en la que se encuentra la empresa.
2. Target del público objetivo al que se dirige los servicios u objetivos de la empresa.
3. Producto y acondicionamiento: forma, color, sabor, envase, ventaja, desventaja.
4. Canales de distribución: como se distribuye el producto, las zonas donde se vende, que zona está en desarrollo y cual decae, en que zona ofrece más rentabilidad.
5. Hábitos y actitudes de consumo: como se consume el producto, la habitualidad de su uso, el lugar de la compra, donde se consume, los aspectos motivacionales de la compra y el uso del producto. En ocasiones cuando son negocios iniciales está investigación es realizada por la agencia.
6. Actividad de la competencia: saber cuáles son sus reacciones comerciales. También sí es una empresa que se inicia es de la competencia de la agencia obtener estos datos.
7. Principales problemas del caso: los problemas del producto o la ausencia de ellos.
8. Información complementaria: se agrega a toda la información escrita todas las investigaciones publicitarias que haya realizado la empresa.

- Objetivos de marketing: si la agencia no cuenta con estos objetivos les resultara imposible definir los objetivos publicitarios, ya que estos están subordinados al marketing. Si bien que actualmente las agencias suelen fusionar ambos servicios.

- Datos publicitarios: contiene todos los datos técnicos que determina la empresa, entre ellos se encuentran las políticas de comunicación de la empresa, las políticas de comunicación del producto, las normas del producto, la estacionalidad de la campaña, el monto del presupuesto por invertir, y otras acciones de comunicación.

## Investigaciones publicitarias
Investigaciones del concepto a comunicar: tiene como finalidad indagar la viabilidad del concepto a comunicar, para ello se usan investigaciones cualitativas y motivacionales. El concepto a comunicar debe ser:
- Original, debe destacarse y llamar la atención tiene que sobresalir de la competencia publicitaria,
- Creíble, ya que el concepto a comunicar es el agente movilizador de la campaña, si esta no resulta creíble nada se movilizara,
- Diferenciador, además de ser original tiene que diferenciarse como propuesta, debe propone algo que destaque al producto de los demás, y por último,
- Uniconceptual, el concepto tiene que ser de fácil asimilación y comprensión, uniconceptual hace referencia a que transmita una sola unidad de información.

Investigación del mensaje: se propone averiguar la eficacia del mensaje y si el aviso está capacitado para actuar como tal. Se recurre al uso de investigaciones cualitativas, motivacionales y semiológicas: (significado de los símbolos usados en el aviso). Este tipo de investigación es llamada también PRE TEST, se realiza antes del lanzamiento de la campaña, brinda el resultado antes de llevar a cabo la campaña, permite hacer las correcciones, mejorando los puntos débiles. Su desventaja es que los métodos de investigación son un simulación de las condiciones reales de recepción de avisos. Se hace la misma indagación pero después de la campaña o durante el desarrollo de esta, a esta investigación la llamamos POST TEST, en este caso las personas reciben los avisos en su forma habitual de recepción, ignorando que serán investigados por ello. La desventaja de esta investigación, es que si existen correcciones que hacer, no se pueden realizar en el momento y normalmente se corrigen en la próxima campaña. Si bien hoy en día con los medios existentes las mismas pueden ser cambiadas rápidamente.
Investigaciones "sistemáticas" de medios: se efectúan en forma permanente, y nos permiten conocer la composición de la audiencia y las preferencias de esa audiencia en materia de medios y vehículos, conocer la circulación neta de los medios gráficos del país y averiguar cuál es y cómo se distribuye la inversión publicitaria de otros productos y marcas.